# Мироносицька церква (Харків)
Мироносицька церква — православний храм, що існував в Харкові з кінця XVII століття до 30-х років XX століття. Храм названий на честь Жінок-мироносиць, розташовувався в Нагірному районі міста навпроти сучасної будівлі Харківського театру опери та балету за Дзеркальним струменем на місці скверу Перемоги. Церква перебувала в кварталі колишньої Мироносицькій площі, розмежована нинішніми вулицями Сумської, Жон Мироносиць, Чернишевської та Скрипника. За час свого існування храм кілька разів перебудовувався й пройшов шлях від цвинтарної заміської церкви до приходського храму в самому центрі міста.

## Нова будова

новозбудована церква у псевдокозацькому стилі. фото 2015 р.

Будівництво нової дев'ятибанної церкви в стилі наближеному до українського бароко (осторонь від історичного місця, в глибині скверу біля будинку по вул. Чернишевській, 15) розпочалося у вересні 2013 року, через п'ять років після символічного закладення. Йому передувала серія протестів місцевих мешканців проти будівництва.
Відкриття храму відбулося 22 серпня 2015 року.

## Історичні факти
Під час Першої російської революції, настоятель храму — Павло Григорович разом з чотирма іншими священиками виступили проти застосування смертної кари до революціонерів. Цей вчинок викликав обурення харківського єпископа Арсенія і отець Павло позбавився поста настоятеля. 